# Arboretum de Montsûrs
El Arboreto de Montsûrs (en francés: Arboretum de Montsûrs), es un arboreto de un sendero 1 km de extensión en circuito cerrado, que se encuentra en Montsûrs, Francia.

## Localización
Se ubica en la orilla del Río Jouanne.
Arboretum de Montsûrs Place des Anciens-Combattants, Montsûrs, Département de Mayenne, Pays de la Loire, France-Francia.
Planos y vistas satelitales, 48°08′05″N 0°33′09″O / 48.13472, -0.55250
Está abierto al público todo el año la visita es gratuita.

## Historia
Iniciado en 1989 en una parcela de 2 hectáreas, situado en Montsûrs.
Actualmente este arboreto tiene diversos árboles y arbustos de climas templados de todo el mundo.

## Colecciones
En el conjunto del arboreto los árboles se clasifican por la familia botánica.
Todos los árboles tienen un panel identificativo de nombre científico y procedencia.